# Olympische Sommerspiele 1996/Teilnehmer (Amerikanische Jungferninseln)
| Gelbes Symbol für Goldmedaillen mit stilisierten Olympischen Ringen | Graues Symbol für Silbermedaillen mit stilisierten Olympischen Ringen | Braundes Symbol für Bronzemedaillen mit stilisierten Olympischen Ringen |
| ------------------------------------------------------------------- | --------------------------------------------------------------------- | ----------------------------------------------------------------------- |
| —                                                                   | —                                                                     | —                                                                       |

Die Amerikanischen Jungferninseln nahmen bei den Olympischen Sommerspielen 1996 in der US-amerikanischen Metropole Atlanta mit zwölf Sportlern, sechs Frauen und sechs Männern, in elf Wettbewerben in fünf Sportarten teil.
Seit 1968 war es die siebte Teilnahme der Amerikanischen Jungferninseln bei Olympischen Sommerspielen.

## Flaggenträger
Die Seglerin Lisa Neuburger trug die Flagge der Amerikanischen Jungferninseln während der Eröffnungsfeier am 19. Juli 1996 im Centennial Olympic Stadium.

## Teilnehmer nach Sportarten
Die jüngste Teilnehmerin war die Leichtathletin Maria Noel mit 18 Jahren und 73 Tagen, der älteste war der Schütze Bruce Meredith mit 59 Jahren und 98 Tagen.

### Boxen
| Athleten      | Wettbewerb        | 1. Runde   | 1. Runde         | Achtelfinale  | Achtelfinale  | Viertelfinale | Viertelfinale | Halbfinale    | Halbfinale    | Finale        | Finale        | Rang          |
| Athleten      | Wettbewerb        | Gegner     | Ergebnis         | Gegner        | Ergebnis      | Gegner        | Ergebnis      | Gegner        | Ergebnis      | Gegner        | Ergebnis      | Rang          |
| ------------- | ----------------- | ---------- | ---------------- | ------------- | ------------- | ------------- | ------------- | ------------- | ------------- | ------------- | ------------- | ------------- |
| Herren        |                   |            |                  |               |               |               |               |               |               |               |               |               |
| Jacobo Garcia | Halbweltergewicht | David Díaz | technischer K.O. | ausgeschieden | ausgeschieden | ausgeschieden | ausgeschieden | ausgeschieden | ausgeschieden | ausgeschieden | ausgeschieden | ausgeschieden |

### Leichtathletik
Laufen und Gehen 
| Athleten                                               | Wettbewerb | Vorlauf   | Vorlauf   | Viertelfinale | Viertelfinale | Halbfinale    | Halbfinale    | Finale        | Finale        | Rang |
| Athleten                                               | Wettbewerb | Zeit      | Rang      | Zeit          | Rang          | Zeit          | Rang          | Zeit          | Rang          | Rang |
| ------------------------------------------------------ | ---------- | --------- | --------- | ------------- | ------------- | ------------- | ------------- | ------------- | ------------- | ---- |
| Herren                                                 |            |           |           |               |               |               |               |               |               |      |
| Mitch Peters                                           | 100 m      | 11,12 s   | 8         | ausgeschieden | ausgeschieden | ausgeschieden | ausgeschieden | ausgeschieden | ausgeschieden | -    |
| Marlon Williams                                        | Marathon   | 2:48,26 h | 2:48,26 h | 2:48,26 h     | 2:48,26 h     | 2:48,26 h     | 2:48,26 h     | 2:48,26 h     | 2:48,26 h     | 108  |
| Damen                                                  |            |           |           |               |               |               |               |               |               |      |
| Ameerah Bello                                          | 200 m      | 23,45 s   | 5         | 23,66 s       | 7             | ausgeschieden | ausgeschieden | ausgeschieden | ausgeschieden | -    |
| Ameerah Bello                                          | 400 m      | 53,40 s   | 7         | ausgeschieden | ausgeschieden | ausgeschieden | ausgeschieden | ausgeschieden | ausgeschieden | -    |
| Ameerah Bello Maria Noel Jilma Patrick Rochelle Thomas | 4 × 100 m  | 46,09 s   | 6         | ausgeschieden | ausgeschieden | ausgeschieden | ausgeschieden | ausgeschieden | ausgeschieden | -    |

 Springen und Werfen 
| Athleten       | Wettbewerb | Qualifikation | Qualifikation | Finale        | Finale        | Rang |
| Athleten       | Wettbewerb | Weite/Höhe    | Rang          | Weite/Höhe    | Rang          | Rang |
| -------------- | ---------- | ------------- | ------------- | ------------- | ------------- | ---- |
| Damen          |            |               |               |               |               |      |
| Flora Hyacinth | Dreisprung | 6,58 m        | 12            | ausgeschieden | ausgeschieden | 12   |

### Schießen
| Herren         |                                 |     |    |
| Bruce Meredith | Kleinkalibergewehr liegend 50 m | 589 | 42 |

### Schwimmen
| Athleten     | Wettbewerb    | Vorlauf | Vorlauf | Halbfinale    | Halbfinale    | Finale        | Finale        | Rang |
| Athleten     | Wettbewerb    | Zeit    | Rang    | Zeit          | Rang          | Zeit          | Rang          | Rang |
| ------------ | ------------- | ------- | ------- | ------------- | ------------- | ------------- | ------------- | ---- |
| Herren       |               |         |         |               |               |               |               |      |
| Khemo Rivera | 50 m Freistil | 24,62 s | 1       | ausgeschieden | ausgeschieden | ausgeschieden | ausgeschieden | 53   |

### Segeln
| Herren         |            |       |    |
| Paul Stoeken   | Windsurfen | 145,0 | 23 |
| Damen          |            |       |    |
| Lisa Neuburger | Windsurfen | 79,0  | 14 |